# Cristina Hurtado
Cristina Elena Hurtado Arzate (Chihuahua, 24 luglio 1923 – Chihuahua, 24 marzo 2010) è stata una cestista messicana.

## Carriera
Con il Messico ha disputato i Campionati mondiali del 1957 e i Giochi panamericani di Città del Messico 1955.